# Цуцвіль (Берн)
Цуцвіль (нім. Zuzwil BE) — громада  в Швейцарії в кантоні Берн, адміністративний округ Берн-Міттельланд.

## Географія
Громада розташована на відстані близько 12 км на північ від Берна.
Цуцвіль має площу 3,5 км², з яких на 7,2% дозволяється будівництво (житлове та будівництво доріг), 65,6% використовуються в сільськогосподарських цілях, 26,9% зайнято лісами, 0,3% не є продуктивними (річки, льодовики або гори).

## Демографія
2019 року в громаді мешкало 570 осіб (-0,7% порівняно з 2010 роком), іноземців було 2,8%. Густота населення становила 164 осіб/км².
За віковим діапазоном населення розподілялося таким чином: 22,6% — особи молодші 20 років, 54,2% — особи у віці 20—64 років, 23,2% — особи у віці 65 років та старші. Було 235 помешкань (у середньому 2,4 особи в помешканні).
Із загальної кількості 76 працюючих 35 було зайнятих в первинному секторі, 0 — в обробній промисловості, 41 — в галузі послуг.